# 알라야 푸르니투레왈라
알라야 푸르니투레왈라(힌디어: अलाया फर्नीचरवाला, 영어: Alaya Furniturewala, 1997년 11월 28일 ~ )는 인도의 배우로, 예명 알라야 F(Alaya F)로도 알려져있다. 제66회 필름페어상 신인여우상 수상자이다.